# Псеудо Захарија говорник
Псеудо-Захарија говорник је ознака коју модерна наука користи за анонимног аутора из 6. века који је саставио дванаестоделну историју на сиријском језику око 569. године. Историја садржи делове иначе изгубљене Црквене историје (Ecclesiastical History) правог Захарија говорника.
Историја Псеудо-Захарија се налази у једном рукопису, на пергаменту, сада у британској библиотеци Адд МС 17202, датираног да је написана око 600. године. Наслов историје како се појављује у рукопису је Свеска записа о догађајима који су се десили у Свету.
Поред Црквене историје Захариаса Ретора, Британска библиотекаАдд МС 17202 такође садржи:
- Дело Силвестра, епископа Рима, о преобраћењу цара Константина.
- Налаз две мошти из првог века Стефана и Никодима.
- Прича о чудима, Легенда о Седам мученика у Ефесу.
- Превод Јосифа и Асенете, који је направио „Мојсије из Ингиле” средином 6. века.
- Два пропратна писма „Јосифа и Асенете“. Први, од стране анонимне особе, даје извештај о томе како је пронађен древни грчки рукопис Асенете. Друго писмо је од сиријског преводиоца, Мојсија из Ингиле. Превод „Јосепх анд Асенетх“ са сиријског, заједно са првим преводом два пропратна писма са сиријског, може се наћи у књизи Изгубљеном јеванђељу, од Симха Јакобовића и Бери Вилсона,